# White City, Oregon
White City är en ort i Jackson County i delstaten Oregon, USA.